# Plataforma No Hablamos Catalán
La Plataforma Aragonesa No Hablamos Catalán es una asociación socio-política fundada en Fraga el año 2008 que rechaza la denominación del catalán en Aragón como tal.

## Origen
Nació en Fraga el 11 de junio de 2008 cuyo motivo central es el rechazo a la denominación del catalán en Aragón como tal, estando conformada tanto por entidades políticas como no políticas. Según la misma plataforma, nació como reacción contra el concepto de los Países Catalanes y el pancatalanismo.

## Composición
Esta organización afirma estar compuesta por 27 asociaciones aragonesas, ocho de otros territorios de la antigua Corona de Aragón y diez organizaciones políticas, la más relevante de las cuales es el Rolde Choben, la organización juvenil del Partido Aragonés (PAR). Las entidades que lo componen son las siguientes:
- Entidades políticas: Rolde Choben, Federación de Independientes de Aragón (FIA), PCUA, Partido Social Demócrata, Centro Democrático Liberal-Aragón (CDL), Centro Democrático y Social (CDS), La Voz Independiente de Aragón (L’VIA), Confederación Nacional de Agrupaciones y Partidos Políticos Independientes-Aragón (CAPI-Aragón), Unió d’es Pobble Baléà, Mayoría Silenciosa Unida (MSU)

- Asociaciones y entidades aragonesas, Asociación Cultural Amícs de Tamarit (Tamarite de Litera), Asociació Cultural Lliterana Lo Timó (La Litera), Ateneo de Zaragoza, Asociación Cultural Caliu de Aguaviva (Bajo Aragón), Asociación Cultural Baix Aragó (Bajo Aragón), Asociación Cultural Consell de Trenta de Tamarit (Tamarite de Litera), Identidad, Cultura y Tradiciones Aragonesas (IDENTUAR) (Teruel), Asociación Andadores del Concejo (Teruel), Federación de Asociaciones Culturales del Aragón Oriental (FACAO), *Asociación Cultural Amícs de Fraga (Fraga), Frente por las Identidades y Lenguas Amenazadas (FILLA), Asociación Aragón Siglo XXI, Asociación Cultural Xinglar (Zaragoza), Asociación Regional de Autónomos y Amas de Casa (AREA), Asociación Nacional de Autónomos (ASNAPA), Asociación de Vecinos Pablo Gargallo (Zaragoza), Asociación de Recreación Histórica Los Pardos de Aragón, Foro de Análisis Científico, Tecnológico y de Promoción de Aragón, Plataforma Clases Medias, Asociación de Alumnos y Exalumnos de las Aulas de la 3.ª Edad (Zaragoza), Asociación de Vecinos San Braulio (Zaragoza), Asociación de Consumidores de Mayores, Asociación Pulso Tecnológico Aragonés, Asociación Cultural Ball Axén (Campo), Ayuntamiento de La Codoñera (Teruel)

- Asociaciones y entidades no aragonesas, Academi de Sa Llengo Baléà (Islas Baleares), Convivencia Cívica Catalana (Cataluña), Grup Cultural Ilicità Tonico Sansano (Elche), Rogle Cultural Lluís Fullana (Alicante), Colectiu Aitona (Valencia), Moviment Estudiantil Valencianiste (Valencia), Círculo Balear (Islas Baleares), Zeladors del Regne de Valencia Vinatea (Valencia)

## Fines
La plataforma se opone al pancatalanismo, rechazando por consiguiente la denominación como catalán de la lengua propia en Aragón y al nombre de Franja. Este punto de vista se opone a la opinión de lingüistas y ámbitos de la sociedad que afirman que las hablas de la Franja son dialectos constitutivos del catalán  (véase la sección Reconocimiento del "aragonés oriental" como lengua).
En su lugar, considera más adecuadas las denominaciones aragonés oriental y Aragón oriental respectivamente. También defiende su postura a partir del Estudio sociolingüístico de la Franja Oriental de Aragón, realizado por la Universidad de Zaragoza, el cual refleja que solo una parte de los encuestados reconoce su variedad dialectal como catalán.
Rechaza también la estandarización lingüística con el catalán, presentando una propuesta de ortografía común, la Antolochía Lliteraria en Aragonés (Oriental) (ss. XII-XXI): escríts actuáls de la chen de la Llitera.

## Actuaciones

### Ley de Lenguas de 2009
La plataforma se opuso a la Ley de Lenguas del año 2009, y apoyó a los ayuntamientos que presentaron un recurso de inconstitucionalidad contra esta.

### Ley de Lenguas de 2013
La plataforma apoyó expresamente la Ley de Lenguas de Aragón del año 2013, siendo a su vez uno de sus promotores más destacados. Su oposición a la Ley de Lenguas no se debe a la existencia de esta misma, sino al reconocimiento del catalán dentro del territorio aragonés.

## La oposición al reconocimiento del "aragonés oriental" como lengua
La gran mayoría de organismos públicos, instituciones académicas, expertos y asociaciones culturales desmienten las tesis sobre el "aragonés oriental" como lengua y reconocen estas hablas como constitutivas de la lengua catalana. Rechazan por tanto las denominaciones alternativas. Según un estudio sociolingüístico en el territorio, actualmente "catalán" es la denominación espontánea más usada entre la población adulta (45,6%).